# Phenakospermum
Phenakospermum es un género de plantas fanerógamas de la familia Strelitziaceae. 

## Especie tipo
- Phenakospermum guyannense (A.Rich.) Endl. ex Miq.

## Sinonimia
- Urania guyannensis A.Rich., Nova Acta Phys.-Med. Acad. Caes. Leop.-Carol. Nat. Cur. 15(Suppl.): 21 (1831).
- Ravenala guyannensis (A.Rich.) Steud., Nomencl. Bot., ed. 2, 2: 439 (1841).
- Urania amazonica Mart., Reise Bras. 3: 946 (1831).
- Phenakospermum amazonicum (Mart.) Miq., Bot. Zeitung (Berlín) 3: 346 (1845).
- Musidendron amazonicum (Mart.) Nakai, Bull. Tokyo Sci. Mus. 22: 24 (1948).

- Datos: Q311959
- Multimedia: Phenakospermum / Q311959
- Especies: Phenakospermum